# Liliom (pièce de théâtre)
Pour les articles homonymes, voir Liliom.
Liliom est une pièce de théâtre hongroise de Ferenc Molnár créée en 1909.

## Argument
Liliom travaille comme bonimenteur de foire. C'est un fainéant, un homme à la dérive, mais qui jouit d'un grand succès auprès des femmes. Elles ne savent rien lui refuser. C'est ainsi qu'il rencontre Julie, une petite bonne aux yeux naïfs. C'est le grand amour. Un jour, il apprend qu'elle attend un enfant, leur enfant. Mais il accepte de participer à un casse avec son ami criminel Ficsúr. Sa patronne, Mme Muskat, refuse de lui venir en aide financièrement. Le casse tourne mal, Ficsúr s'enfuit mais Liliom se suicide pour échapper à la police.
C'est alors que des agents de la « police céleste » viennent le chercher, Liliom monte vers le paradis, il arrive à un immense commissariat où un agent moustachu lit, méfiant, le grand quotidien de l'actualité divine. Il est condamné à 16 ans de purgatoire. Liliom désire avant tout savoir si son enfant qui va naître, est un garçon ou une fille. Puis, ayant appris que ça allait être une fille, il demande à redescendre sur Terre pour s'en occuper…

## Réception
La pièce est un échec en Hongrie, mais elle est montée sur Broadway en 1921, avec Joseph Schildkraut et Eva Le Gallienne, et connaît le succès. À Paris, traduite par Isabelle de Comminges, la pièce est montée et jouée par les Pitoëff à la Comédie des Champs-Élysées en 1923. Ivor Novello reprend le rôle en 1926 à Londres, avec Charles Laughton[réf. nécessaire].
Dès l'époque du muet, en 1919, Michael Curtiz, alors connu sous nom hongrois, Mihály Kertész, tente de réaliser sans succès Liliom. Hollywood s'empare ensuite du sujet et produit la première adaptation du cinéma parlant, Liliom (1930), réalisée par Frank Borzage, avec Charles Farrell, Rose Hobart et Estelle Taylor.
Fritz Lang l'adapte aussi pour le grand écran, en 1934, grâce à Liliom, sa seule production française, avec Charles Boyer dans le rôle-titre.
Orson Welles joue Liliom aux côtés de Helen Hayes pour la radio en 1939. 
En 1940, dans une mise en scène de Elia Kazan, Burgess Meredith et Ingrid Bergman reprennent la pièce à New York.
C'est en 1945 que Richard Rodgers et Oscar Hammerstein II créent une adaptation musicale de la pièce, sous le titre de Carousel. L'action est transposée dans le Maine à la fin du XIXe siècle.

## Adaptations cinématographiques
- Liliom (1919), film muet hongrois inachevé de Mihály Kertész (Michael Curtiz)
- A Trip to Paradise (1921), film muet de Maxwell Karger
- Liliom (1930), film américain de Frank Borzage, avec Charles Farrell, Rose Hobart, Walter Abel
- Liliom (1934), film français de Fritz Lang, avec Charles Boyer, Madeleine Ozeray
- Carousel (1956), film musical d'Henry King, avec Gordon MacRae, Shirley Jones, Cameron Mitchell
- Liliom (1963), téléfilm autrichien de Kurt Meisel
- Carousel (1967), téléfilm musical de Paul Bogart, avec Robert Goulet, Pernell Roberts, Charles Ruggles
- Liliom (1971), téléfilm allemand d'Otto Schenk.